# سوزي كاستور
سوزي كاستور (بالفرنسية: Suzy Castor)‏ هي ناشطة حقوق الإنسان ومؤرخة وكاتِبة هايتية، ولدت في 1936 في هايتي.